# Ислам в Мали
Ислам интегрирован в традиционную малийскую культуру.

## История
В IX веке купцы-берберы и туареги принесли ислам на юг Западной Африки. Ислам также распространялся в регионе основателями суфийских братств (тарикатов). Обращение в ислам связало западноафриканскую саванну через веру в единого Бога и подобные новые формы политического, социального и художественного снаряжения. Такие города, как Тимбукту и Гао вскоре стали международными центрами изучения ислама.
Самым значительным из малийских правителей был Манса Муса, который расширил влияние Мали на крупные нигерские города-государства Тимбукту, Гао и Дженне. Манса Муса был набожным мусульманином, который, как сообщалось, построил несколько крупных мечетей по всей сфере влияния Мали. Его богатое золотом паломничество в Мекку сделало его известной фигурой в исторических записях.

## Состав мусульман
Мусульмане составляют примерно 95 % населения Мали. Большинство мусульман Мали — сунниты-маликиты, находящиеся под влиянием суфизма.
Имеют место ахмадийская и шиитские секты.